# جيفرسون كولازوس
جيفرسون كولازوس (بالإسبانية: Jeferson Collazos)‏ هو لاعب كرة قدم كولومبي يلعب مهاجما لصالح نادي القوة الجوية العراقي في موسم 2020-2021.